# Azaila
Azaila è un comune spagnolo di 171 abitanti situato nella comunità autonoma dell'Aragona.
Paese fra i più antichi di Spagna (ci sono tracce nella località che risalgono al VII secolo a.C.) si sviluppò  in epoca ibera (IV secolo a.C.). Dopo la distruzione ad opera dei Cartaginesi (III secolo a.C.), risorse in epoca romana, senza però raggiungere l'importanza che aveva avuto precedentemente.